# Аскеров, Аскер Магомедаминович
Аскер Магомедаминович Аскеров (6 июля 1980, селение Халимбекаул, Буйнакский район, Дагестан, Россия — 29 мая 2005, Дагестан, Россия) — начальник отделения уголовного розыска отдела внутренних дел Буйнакского района МВД Республики Дагестан. Герой Российской Федерации (23.09.2005, посмертно). Старший лейтенант милиции.

## Биография
В 1995 году потерял отца, в 1996 году — мать, после чего воспитывался в семье родственника — преподавателя Академии управления МВД России Ильяса Килясханова. В 1997 году окончил 11 классов Халимбекаульской средней школы.
В органах МВД с августа 1997 года. В 2001 году окончил Омскую академию МВД России. Был направлен в МВД Дагестанской АССР, где проходил службу на должностях: оперуполномоченного отделения уголовного розыска отдела внутренних дел Буйнакского района Республики Дагестан (2001—2003), старшего оперуполномоченного того же отделения. В сентябре 2004 года возглавил это отделение. В 2004 году награждён нагрудным знаком «Лучший сотрудник криминальной милиции».

## Подвиг
Ночью 29 мая 2005 года в отделение поступила информация о минировании тоннеля на автодороге Буйнакск-Унцукуль. А. М. Аскеров во главе оперативной группы выехал к указанному месту. Наблюдение показало, что трое неизвестных устанавливают фугасы. Приняв решение задержать преступника, обеспечивающего прикрытие, А. М. Аскеров обезвредил его. Затем устремился к основной группе. Обнаружив преследование, преступники открыли огонь по милиционеру и ранили его. Но А. М. Аскеров настиг одного из бандитов. Оказывая сопротивление, террорист достал пульт управления фугасом. Хорошо понимая, что последует взрыв, милиционер, истекая кровью, вырвал пульт и отбросил его в ущелье. Но бандиту всё же удалось выстрелить в офицера. Подоспевшие товарищи эвакуировали его с места боя. Однако по дороге в больницу Аскер Аскеров скончался.
Прибывшие из РОВД и МВД сотрудники обнаружили на месте происшествия 27 артиллерийских фугасов, установленных в шахматном порядке и соединённых между собой электропроводами. В случае их одновременного взрыва могли произойти обрушение тоннеля Ирганайской ГЭС Чиркейского водохранилища и затопление населенных пунктов.
За мужество и героизм, проявленные при выполнении служебного долга, Указом Президента Российской Федерации от 23 сентября 2005 года № 1122 старшему лейтенанту милиции Аскерову Аскеру Магомедаминовичу присвоено звание Героя Российской Федерации (посмертно). Семье Героя вручена медаль «Золотая Звезда» (№ 860).

## Память
27 декабря 2005 года на Ученом совете Омской академии МВД России было одобрено Положение о стипендии имени Аскерова А. М. С 1 февраля 2006 года эта именная стипендия присуждается лучшим курсантам и студентам.
Руководством академии принято решение об установке бронзового бюста Аскерова А. М., выполненного известным Омским скульптором Анатолием Цымбалом, в мемориальном комплексе погибших выпускников.
Имя А. М. Аскерова носит школа, в которой он учился. В самой школе создан музей Героя, а на территории школы установлен его бюст.
Приказом министра МВД России № 811 от 4 октября 2005 года навечно зачислен в списки личного состава МВД Республики Дагестан.
Похоронен в селе Халимбекаул на сельском кладбище.